# Хунхэ (уезд)
Хунхэ́ (кит. упр. 红河, пиньинь Hónghé) — уезд Хунхэ-Хани-Ийского автономного округа провинции Юньнань (КНР). Уезд назван по реке Хунхэ.

## История
Уезд был образован 27 января 1950 года на стыке уездов Юаньцзян и Цзяньшуй.
20 сентября 1950 года был образован Специальный район Мэнцзы (蒙自专区), и уезд вошёл в его состав.
В 1951 году уезд Хунхэ (红河县) был преобразован в Хунхэ-Айниский автономный район уездного уровня (红河县爱尼族自治区（县级）), но в 1953 году он был опять сделан уездом Хунхэ.
С 1 января 1954 года из Специального района Мэнцзы был выделен Хунхэ-Ханиский автономный район (红河哈尼族自治区), и уезд вошёл в его состав.
В 1957 году Специальный район Мэнцзы и Хунхэ-Ханийский автономный район были объединены в Хунхэ-Хани-Ийский автономный округ.

## Административное деление
Уезд делится на 1 посёлок и 12 волостей.